# Sonny Bill Williams
Sonny Bill Williams (ur. 3 sierpnia 1985 w Auckland) – nowozelandzki gracz rugby (w odbu odmianach) i bokser. Jest zaledwie drugim zawodnikiem, który reprezentował Nową Zelandię na poziomie międzynarodowym najpierw w rugby league, a następnie w rugby union. W rugby league występuje najczęściej na pozycji wspieracza młyna, zaś w rugby union przeważnie jako środkowego ataku. Znany jest przede wszystkim z umiejętności oddawania piłki „na kontakcie” (w czasie bycia szarżowanym) oraz atakowania barkiem podczas swojej kariery w rugby league.

## Rugby
Profesjonalną karierę w rugby league rozpoczynał w 2004 roku w klubie australijskiej NRL, Canterbury-Bankstown Bulldogs. Po zaledwie pięciu meczach w pierwszym zespole otrzymał powołanie do reprezentacji Nowej Zelandii (został wówczas najmłodszym reprezentantem kraju wśród zawodników przedniej formacji (forwards). W swoim debiutanckim sezonie NRL z Buldogami wywalczył tytuł mistrzowski, choć w większości spotkań pojawiał się na boisku z ławki rezerwowych. Był wówczas najmłodszym zawodnikiem Canterbury, który podpisał profesjonalny kontrakt z klubem, jak również najmłodszym w historii zespołu, który zagrał w finale.
W 2008 roku w budzących kontrowersje okolicznościach przeniósł się do francuskiego klubu rugby union RC Toulonnais. W 2010 roku Williams podpisał umowę z New Zealand Rugby Union, na mocy której zagwarantowano mu miejsce w składzie All Blacks podczas Pucharu Świata w 2011 roku. W związku z tym zawodnik powrócił do Nowej Zelandii, by w sezonie 2010 rozpocząć grę w zespole Canterbury z National Provincial Championship. W 2011 roku został wybrany do Crusaders grających w elitarnych rozgrywkach Super Rugby. Dotarł z nimi do finału, gdzie jednak Crusaders ulegli Queensland Reds.
W barwach nowozelandzkiej drużyny narodowej w odmianie piętnastoosobowej zadebiutował 6 listopada 2010 roku w rozgrywanym na stadionie Twickenham pojedynku z reprezentacją Anglii. Rok później z zespołem All Blacks wywalczył złoty medal Pucharu Świata.
W 2012 roku w Super Rugby występował w drużynie Chiefs, z którą zajął pierwsze miejsce. Po zakończeniu sezonu podpisał obowiązujący do końca roku kontrakt z japońskim Panasonic Wild Knights.
Pod koniec 2012 roku Williams ponownie zmienił odmianę rugby, ogłaszając swój powrót do NRL, do Sydney Roosters. Również i tym razem w swoim pierwszym sezonie w nowej drużynie zdołał wywalczyć mistrzostwo ligi. Wobec zgłoszenia przez Williamsa chęci uczestniczenia w Pucharze Świata, został on włączony do 24-osobowego Kiwis. Tam reprezentacja Nowej Zelandii dotarła do finału, w którym jednak wysoko uległa australijskim Kangaroos. Tym samym nie zdołał wywalczyć tytułu mistrzowskiego w obu odmianach rugby, co byłoby pierwszym takim wyczynem w historii. Dwa dni przed meczem finałowym Rugby League International Federation uhonorowała SBW tytułem zawodnika roku 2013 (2013 RLIF Player of the Year). Był to pierwszy przypadek, kiedy tę ustanowioną w 2008 roku nagrodę otrzymał gracz spoza Australii. Niemniej w grudniu 2013 roku ogłosił, że od sezonu 2015 ponownie będzie występował w odmianie 15-osobowej. W czerwcu 2014 roku ogłoszono natomiast podpisanie porozumienia pomiędzy Counties Manukau Rugby Union a Williamsem w sprawie jego występów w sezonach 2015 i 2016
W sezonie 2014 Williams wraz z Roosters dotarł do przedostatniej rundy fazy pucharowej, gdzie odpadł w starciu z późniejszymi mistrzami, South Sydney Rabbitohs. W międzyczasie SBW zaliczył swój 100. mecz w NRL. W związku z przedwczesnym zakończeniem sezonu w league, zawodnik już kilka dni po ostatnim meczu Roosters dołączył do nowozelandzkiego zespołu union, Counties Manukau. Zadebiutował w rozgrywkach ITM Cup w przedostatniej kolejce sezonu, która odbyła się ledwie 12 dni po meczu Rabbitohs – Roosters. Jednocześnie nie wykluczył późniejszych występów w barwach Kogutów w odmianie 13-osobowej.
Sonny Bill znalazł się w składzie nowozelandzkich Chiefs na sezon 2015 Super Rugby.

## Boks
W 2009 roku rozpoczął także karierę bokserską w wadze ciężkiej – wszystkie sześć dotychczasowych pojedynków zakończyło się jego zwycięstwem (trzy przez nokaut).
W październiku 2013 roku SBW przyznał, że nie zamierza toczyć żadnych walk przez kolejne trzy lata.
31 stycznia 2015 pokonał jednogłośnie na punkty na gali w Sydney rodaka Chauncy'ego Wellivera (55-11-5).     

### Lista walk zawodowych
| Wynik      | Rekord | Przeciwnik                 | Rozstrzygnięcie | Runda        | Data             | Miejsce                                              | Uwagi           |
| ---------- | ------ | -------------------------- | --------------- | ------------ | ---------------- | ---------------------------------------------------- | --------------- |
| Zwycięstwo | 7-0    | Chauncy Welliver (55-10-5) | UD              | 8 (8)        | 31 stycznia 2015 | Allphones Arena, Olympic Park, Sydney                |                 |
| Zwycięstwo | 6-0    | Francois Botha (48-8-3)    | UD              | 10 (10)      | 8 lutego 2013    | Brisbane Entertainment Centre, Boondall              |                 |
| Zwycięstwo | 5-0    | Clarence Tillman (11-8-2)  | TKO             | 1 (10) 2:58  | 8 lutego 2012    | Claudelands Arena, Hamilton                          |                 |
| Zwycięstwo | 4-0    | Alipate Liava'a (4-7-0)    | UD              | 6 (6)        | 5 czerwca 2011   | The Trusts Stadium, Auckland                         |                 |
| Zwycięstwo | 3-0    | Scott Lewis (3-4-0)        | UD              | 6 (6)        | 29 stycznia 2011 | Gold Coast Convention Centre, Broadbeach, Queensland |                 |
| Zwycięstwo | 2-0    | Ryan Hogan (debiut)        | TKO             | 1 (4) 2:35   | 30 czerwca 2010  | Brisbane Entertainment Centre, Boondall, Queensland  |                 |
| Zwycięstwo | 1-0    | Gary Gurr (debiut)         | TKO             | 2 (4x2) 1:22 | 27 maja 2009     | Brisbane Entertainment Centre, Boondall, Queensland  | debiut zawodowy |

TKO – techniczny nokaut, KO – nokaut, UD – jednogłośna decyzja, SD- niejednogłośna decyzja, MD – decyzja większości, PTS – walka zakończona na punkty, DQ – dyskwalifikacja